# Школа № 1249
Школа № 1249 с углублённым изучением немецкого языка расположена в районе Сокол Северного административного округа Москвы. Адрес школы: Чапаевский переулок, дом 6. Здание школы № 1249 является объектом культурного наследия регионального значения.

## История
Здание школы было построено в 1930 году. Асимметричный фасад характерен для школьных зданий того времени. Тогда в этом здании разместилась первая ударная школа, которая в 1936 году получила номер 144.
16 октября 1941 года в здании школы из добровольцев была сформирована 3-я Московская коммунистическая стрелковая дивизия. В дальнейшем её переименовали в 130-ю стрелковую дивизию и в 53-ю гвардейскую стрелковую дивизию. В здании школы впоследствии находился штаб дивизии. В феврале 1942 года, после того как дивизию направили на фронт, в здании школы разместился госпиталь для раненых. В 1944 году в здании разместилась первая школа ВВС, просуществовавшая до 1955 года. Школа ВВС выпустила более 5 тысяч человек. Среди них лётчики-космонавты В. М. Комаров и Л. С. Дёмин.
1 сентября 1955 года в здании школы ВВС открылась общеобразовательная школа, которая тогда носила название 3-я немецкая. Она была одной из первых языковых школ в Москве (после 1-й английской в Сокольниках и 2-й французской на Проспекте Мира), и фактически первой московской школой с углублённым изучением немецкого языка. В советское время школа носила имя Отто Гротеволя.

## Школа сегодня

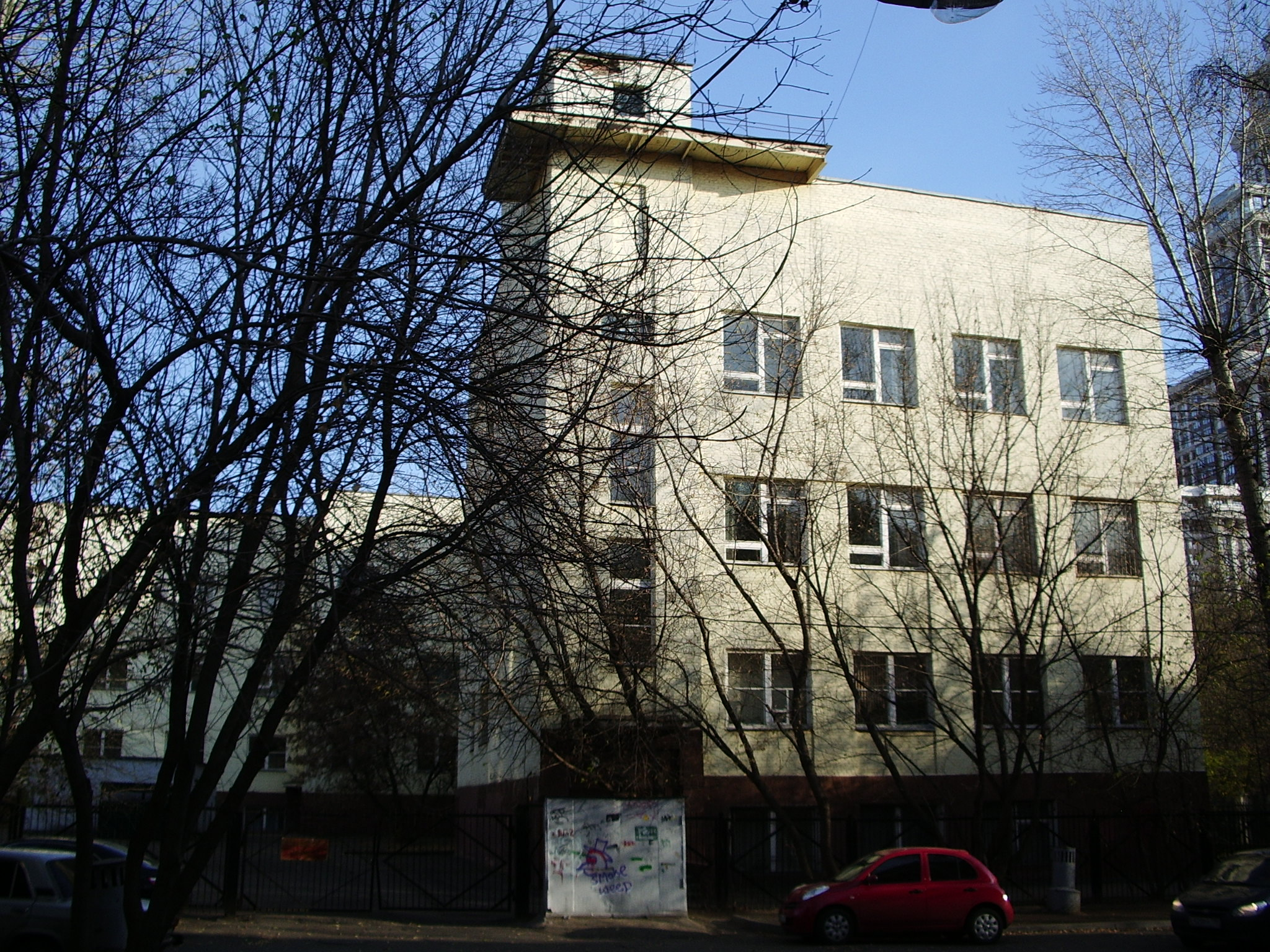
Школа со стороны Новопесчаной ул.

Школа № 1249 имеет связи с учебными заведениями Германии, Австрии, Швейцарии и Италии. В школе ведётся большая проектная работа. За последние 5 лет более 100 выпускников школы получили диплом немецкого языка «DSD». Директор школы — заслуженный учитель РФ Алла Даниловна Альшванг.
В 2006 году школа № 1249 вошла в рейтинг лучших школ Москвы, составленный газетой «Известия». В 2008 году два учителя школы № 1249 вошли в список победителей конкурса лучших учителей Москвы, проведённого в рамках национального проекта «Образование». 8 ноября 2011 года школа № 1249 вошла в официальный рейтинг лучших школ Москвы и получила от столичных властей грант 5 миллионов рублей. В сентябре 2013 года школа № 1249 заняла 157 место в рейтинге лучших школ Москвы, составленном департаментом образования по результатам образовательной деятельности. В рейтинге департамента образования, опубликованном в августе 2014 года, школа заняла 209 место.
Распоряжением Правительства Москвы № 932-РП от 16 мая 2007 года здание школы № 1249 было взято под охрану как объект культурного наследия регионального значения.